# Ziya Aydın
Ziya Aydın (* 25. Juli 1979 in Trabzon) ist ein türkischer Fußballtorhüter, der für Bayrampaşaspor spielt.

## Karriere

### Verein
Aydın begann in der Jugend von Akçaabat Sebatspor mit dem Vereinsfußball und wurde hier 1998 mit einem Profivertrag ausgestattet in den Profikader aufgenommen. Beim damaligen Drittligisten eroberte er als Neunzehnjähriger einen Stammplatz und fiel durch seine Leistungen den Talentjägern des türkischen Erstligisten Gençlerbirliği Ankara auf. Dieser Verein verpflichtete daraufhin Aydın im Januar 1999. Bei seinem neuen Verein spielte Aydın die nächsten zwei Jahre, konnte sich während dieser Zeit nicht gegen die beiden Stammtorhüter Metin Akçevre und Hasan Sönmez durchsetzen und absolvierte lediglich zwei Erstligaspiele. 
Im Sommer 2002 verließ er schließlich Gençlerbirliği und wechselte in die TFF 1. Lig zum Absteiger Yimpaş Yozgatspor. Für diesen Verein spielte er eine Saison, in der er 19 Ligaspiele absolvierte. 2003 musste er seinen Militärdienst absolvieren und spielte während dieser Zeit bei der Militärsportmannschaft Ankara Kara Kuvvetleri Gücü. Nach Ende seines Militärdienstes setzte er seine Fußballspielerkarriere fort und heuerte beim Drittligisten Eyüpspor an. Nachdem er bei Eyüpspor im Laufe einer Saison zu lediglich einen Einsatz gekommen war, verließ er den Verein im Sommer 2005 Richtung Liga- und Stadtkonkurrent Kasımpaşa Istanbul. Bei diesem Verein eroberte er schnell den Posten des Stammtorhüters. Die Drittligasaison 2005/06 beendete er mit seiner Mannschaft als Meister und stieg in die TFF 1. Lig. In der 1. Lig behielt Aydın weitestgehend seinen Stammplatz, erreichte mit seinem Team den Playoff-Sieg der Zweitligasaison 2006/07 und stieg in die Süper Lig auf.
Nach dem Aufstieg in die Süper Lig verließ Aydın Kasımpaşa und spielte anschließend für Boluspor, Konya Şekerspor, Kartalspor und Şanlıurfaspor. Mit Letzteren gewann er die Meisterschaft der Drittligasaison 2011/12 und stieg zum zweiten Mal in seiner Karriere in die TFF 1. Lig.
Nachdem er die Spielzeit 2012/13 beim Drittligisten verbracht hatte, wechselte er im Sommer zum Zweitligisten Bucaspor. Ausschlaggebend für diesen Wechsel war die Tatsache, dass Kemal Kılıç, sein Trainer aus seiner Zeit bei Şanlıurfaspor, nun Bucaspor trainierte.
Im Sommer 2014 wechselte er zum Drittligisten Kocaeli Birlikspor und zog von hier aus in der nächsten Winterpause zum Istanbuler Drittligisten Tepecikspor weiter. Zur Saison 2015/16 wechselte Aydın zum Zweitligisten seiner Heimatprovinz Trabzon, zu 1461 Trabzon.
Im Frühjahr 2016 heuerte er beim Istanbuler Verein Bayrampaşaspor an.

### Nationalmannschaft
Aydın durchlief die türkische U-19- und die U-21-Nationalmannschaft.

## Erfolge
Kasımpaşa Istanbul
- Meister der TFF 2. Lig und Aufstieg in die TFF 1. Lig: 2005/06
- Meister der TFF 1. Lig und Aufstieg in die Süper Lig: 2006/07

Şanlıurfaspor
- Meister der TFF 2. Lig und Aufstieg in die TFF 1. Lig: 2011/12